# Ezertje
Ezertje (bulgariska: Езерче) är ett distrikt i Bulgarien.   Det ligger i kommunen Obsjtina Tsar Kalojan och regionen Razgrad, i den nordöstra delen av landet, 260 km öster om huvudstaden Sofia.
Trakten runt Ezertje består till största delen av jordbruksmark. Runt Ezertje är det ganska tätbefolkat, med 75 invånare per kvadratkilometer.